# Odostomia ulloana
Odostomia ulloana is een slakkensoort uit de familie van de Pyramidellidae. De wetenschappelijke naam van de soort is voor het eerst geldig gepubliceerd in 1949 door Strong.